# Himantolophus stewarti
Himantolophus stewarti is een straalvinnige vissensoort uit de familie van de voetbalvissen (Himantolophidae). De wetenschappelijke naam van de soort is voor het eerst geldig gepubliceerd in 2011 door Pietsch & Kenaley.